# Lanford Wilson

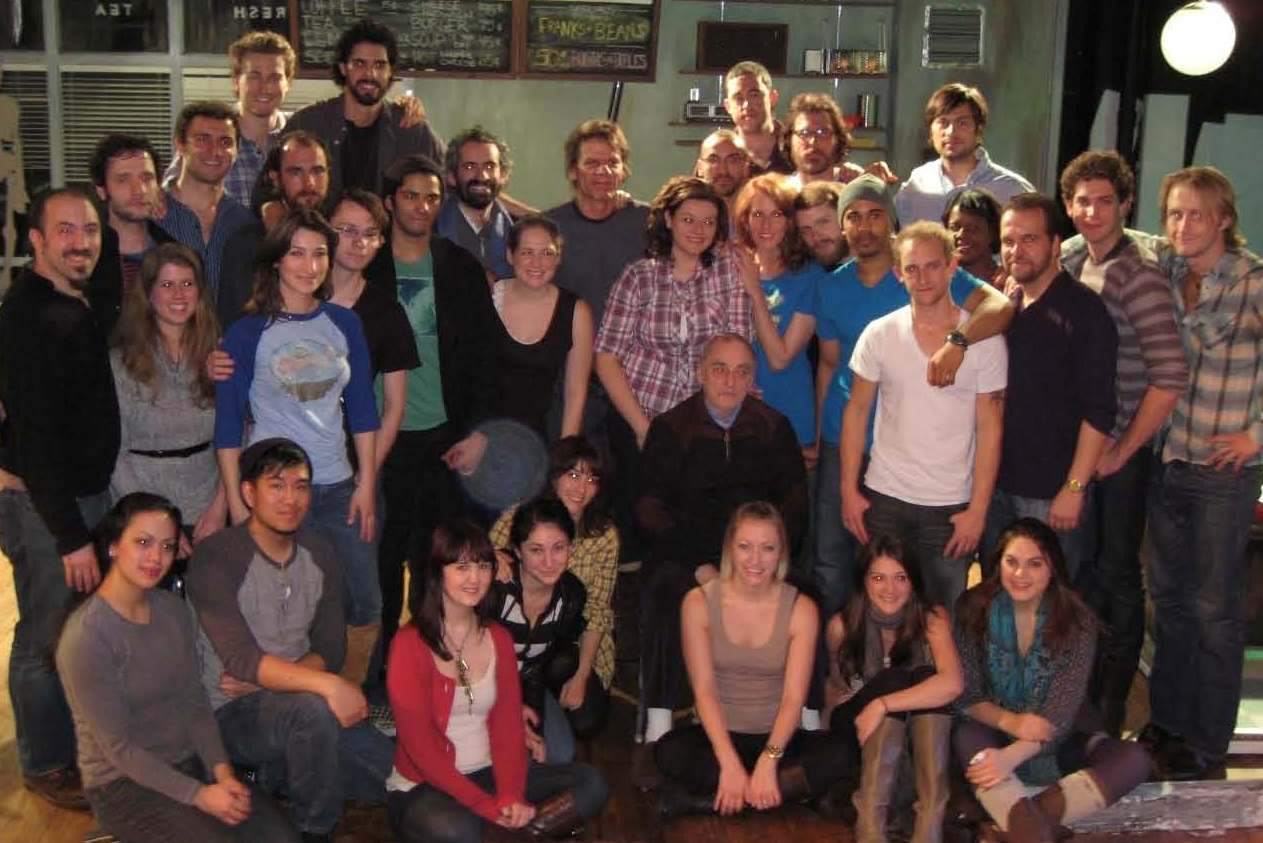
Besetzung von Balm in Gilead mit Lanford Wilson (Mitte) im Jahr 2010

Lanford Eugene Wilson (* 13. April 1937 in Lebanon, Missouri; † 24. März 2011 in Wayne, New Jersey) war ein US-amerikanischer Dramatiker, der 1980 für sein Theaterstück Talley's Folly, A Tale Told den Pulitzer-Preis für Theater erhielt.

## Leben
Nach dem Abschluss der High School in Ozark 1955 studierte er zunächst kurz an der San Diego State University und dann an der University of Chicago.
Mitte der 1960er Jahre begann er mit dem Schreiben von Theaterstücken, die oftmals von seiner eigenen offen gelebten Homosexualität geprägt waren.
Sein Dramadebüt gab er 1963 mit So Long at the Fair. In der Folgezeit erschienen zahlreiche weitere Bühnenwerke wie Balm in Gilead (1965), The Rimers of Eldritch (1967), Home Free! (1968), The Madness of Lady Bright (1968), The Gingham Dog (1969), Lemon Sky (1970), The Great Nebula in Orion (1971), The Hot L Baltimore (1973), The Mound Builders (1975) sowie The 5th of July (1978).
Einen großen Erfolg hatte er 1980 mit Talley's Folly, A Tale Told und erhielt dafür den Pulitzer-Preis für Theater. Danach erschienen einige weitere Dramen wie Angels Fall (1982), Talley and Son (1985), Burn This (1987), Redwood Curtain (1993), Sympathetic Magic (1998) und zuletzt Book of Days (2000). Zahlreiche seiner Stücke wurden auch in Fernsehfilmen verarbeitet.
Lanford Wilson war außerdem Mitbegründer der Circle Repertory Theatre Company in New York City. 2004 wurde er in die American Academy of Arts and Letters gewählt.
Bekannte Darsteller seiner Theaterstücke waren Adam Frost in The Hot L Baltimore, Kathy Bates, Jeff Daniels und Ann Guilbert in The 5th of July, Farley Granger in Talley and Son sowie Peter Sarsgaard in Burn This.
Lanford Wilson starb im März 2011 im Alter von 73 Jahren an den Folgen einer Lungenentzündung.

## Privates
Wilson kaufte in den 1970er Jahren ein Haus in Sag Harbor auf Long Island, wo er ab 1998 seinen festen Wohnsitz hatte.